# Olivier Jégou de Kervilio
Pour les personnes ayant le même patronyme, voir Jégou.
Olivier Jégou de Kervilio, né vers 1643 à Paule et mort le 2 août 1731 à Tréguier, est un prélat français du XVIIe siècle et du XVIIIe siècle, évêque de Tréguier.

## Biographie
Olivier est issu d'une famille noble originaire Saint-Gilles-Pligeaux, relevant de l'évêché de Cornouaille. Il est le fils de Gilles Jégou, seigneur de Kervilio, et de Marie Budes.
Olivier Jégou fait ses études à l'université de Paris, où il obtient sa maîtrise ès arts en 1667, il est licencié en 1674 puis docteur en théologie en 1684. Prêtre depuis 1674, il devient recteur de Glomel puis, de Ploërdut. Il devient ensuite chanoine et grand archidiacre de Quimper lorsqu'il est nommé évêque de Tréguier en 1694. Confirmé le 30 août, il est consacré à Port-Royal des Champs par Jean-Baptiste-Michel Colbert de Saint-Pouange l'archevêque de Toulouse assisté de deux autres évêques partisans du jansénisme. Monseigneur Jégou de Kervilio se montre favorable à ce mouvement et un partisan de Louis-Antoine de Noailles dans le conflit de la bulle Unigenitus qu'il refuse de publier. Irrité le pape Benoît XII prive l'évêque et son diocèse de la grâce du jubilé de 1725, il ne suit pas Noailles dans sa rétractation en 1728 et meurt en 1731 à Tréguier. Dans son diocèse il est à l'origine de l'installation des Paulines en 1699 de la reconstruction de l'église Notre-Dame de Coatcolvezou en 1702 et du rétablissement d'une imprimerie par un certain Levieil en 1723.

## Héraldique
Ses armories sont : d'argent au huchet de sable accompagné de 3 bannières d'azur, chargées chacune d'une croisette pommelée d'or.